# Georgië op het Eurovisiesongfestival 2013

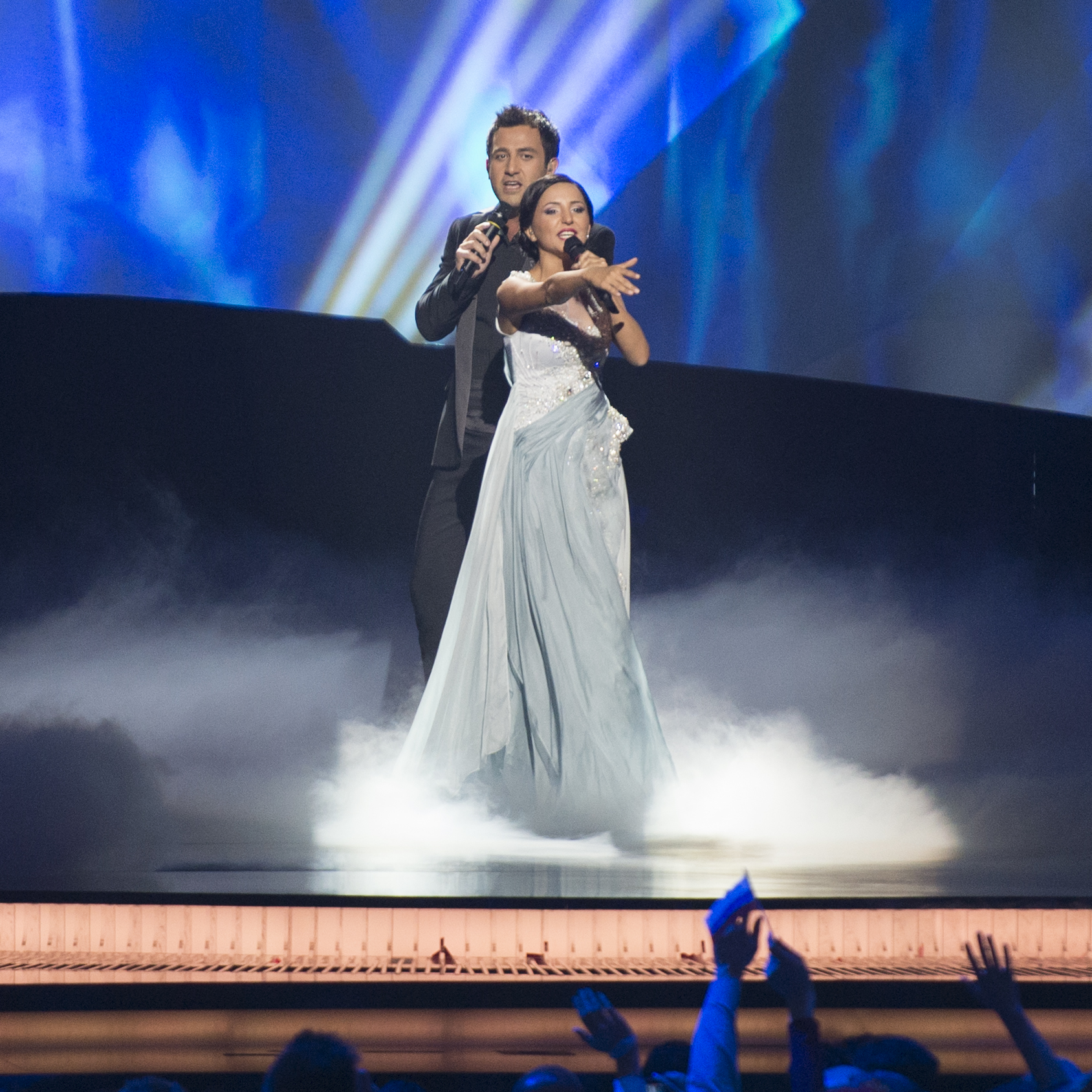
Sopho Gelovani en Nodiko Tatisjvili tijdens een repetitie op het Eurovisiesongfestival 2013

Georgië nam deel aan het Eurovisiesongfestival 2013 in Malmö, Zweden. Het was de 6de deelname van het land op het Eurovisiesongfestival. GPB was verantwoordelijk voor de Georgische bijdrage voor de editie van 2013. Het duo Sopho Gelovani en Nodiko Tatisjvili behaalde in de finale in Zweden de 15e plaats met het lied Waterfall.

## Selectieprocedure
Op 18 september maakte de Georgische staatsomroep bekend te zullen deelnemen aan de volgende editie van het Eurovisiesongfestival. Op 31 december 2012 maakte GPB bekend dat Sopho Gelovani en Nodiko Tatisjvili het land uit de Zuidelijke Kaukasus zullen vertegenwoordigen op het komende Eurovisiesongfestival. Sopho Gelovani is een gevierd kindsterretje dat nu een nieuwe stap wil zetten in haar carrière. Nodiko Tatisjvili is al jaren een gevierd zanger in Georgië. Op 5 februari maakte GPB bekend dat het nummer waarmee het duo naar Malmö trekt de titel Waterfall draagt.

## In Malmö
Georgië trad aan in de tweede halve finale op donderdag 16 mei en haalde er de 10de plaats, genoeg voor een plaats in de finale. Daarin werd het land 15de.
2007 · 2008 · 2009 · 2010 · 2011 · 2012 · 2013 · 2014 · 2015 · 2016 · 2017 · 2018 · 2019 · 2020 · 2021 · 2022 · 2023 · 2024 · 2025
Albanië · Armenië · Azerbeidzjan · België · Bulgarije ·  Cyprus · Denemarken · Duitsland · Estland · Finland · Frankrijk · Georgië · Griekenland · Hongarije · Ierland · IJsland · Israël · Italië ·  Kroatië · Letland · Litouwen · Macedonië · Malta · Moldavië · Montenegro · Nederland · Noorwegen · Oekraïne · Oostenrijk · Roemenië · Rusland · San Marino · Servië · Slovenië · Spanje · Verenigd Koninkrijk · Wit-Rusland · Zweden · Zwitserland